# Anopla
- Commons
- Wikispecies

Anopla é uma classe de vermes cilíndricos do filo Nemertea.